# Australia na Letnich Igrzyskach Olimpijskich 1968
Australię na Letnich Igrzyskach Olimpijskich 1968 reprezentowało 128 zawodników, 104 mężczyzn i 24 kobiety.

## Zdobyte medale
| Medal           | Zawodnik | Konkurencja                                 |
| hokej na trawie | hokej na trawie | hokej na trawie                             |
| --------------- | --- | ------------------------------------------- |
| Srebro          | Brian Glencross Paul Dearing Raymond Evans Robert Haigh Donald Martin James Mason (hokeista) Patrick Nilan Eric Pearce Gordon Pearce Julian Pearce Desmond Piper Fred Quine Ron Riley Donald Smart | turniej mężczyzn                            |
| jeździectwo     | |                                             |
| Brąz            | Wayne Roycroft Brien Cobcroft Bill Roycroft James Scanlon | WKKW drużynowo                              |
| lekkoatletyka   | |                                             |
| Złoto           | Ralph Doubell | 800 m mężczyzn                              |
| Złoto           | Maureen Caird | 80 m przez płotki kobiet                    |
| Srebro          | Pam Kilborn-Ryan | 80 m przez płotki kobiet                    |
| Srebro          | Raelene Boyle | 200 m kobiet                                |
| Srebro          | Peter Norman | 200 m mężczyzn                              |
| Brąz            | Jennifer Lamy | 200 m kobiet                                |
| pływanie        | |                                             |
| Złoto           | Mike Wenden | 100 m stylem dowolnym mężczyzn              |
| Złoto           | Mike Wenden | 200 m stylem dowolnym mężczyzn              |
| Złoto           | Lyn McClements | 100 m stylem motylkowym kobiet              |
| Srebro          | Greg Rogers Graham White Bob Windle Mike Wenden | sztafeta 4 × 200 m stylem dowolnym mężczyzn |
| Srebro          | Lynne Watson Judy Playfair Lyn McClements Jenny Steinbeck Lyn Bell | sztafeta 4 × 100 m stylem zmiennym kobiet   |
| Brąz            | Greg Rogers Graham White Bob Windle Mike Wenden | sztafeta 4 × 100 m stylem dowolnym mężczyzn |
| Brąz            | Karen Moras | 400 m stylem dowolnym kobiet                |
| Brąz            | Greg Brough | 1500 m stylem dowolnym mężczyzn             |
| wioślarstwo     | |                                             |
| Srebro          | Alf Duval Michael Morgan Joe Fazio David Douglas Peter Dickson John Ranch Gary Pearce Bob Shirlaw Alan Grover                                                                                      | ósemka mężczyzn                             |